# Shanghai Maple
Shanghai Maple (kinesiska: 上海華普汽車; även Shanghai Maple Guorun Automobile eller Shanghai Maple Automobile, SMA) var en kinesisk biltillverkare, ägd av Geely Automobile och Geely Holding Group. Företaget startade sin verksamhet år 2002 och har omkring 2 200 anställda vid fabriken och huvudkontoret i Shanghai. Geely positionerade Shanghai Maple som sitt billigare märke, men deras utdaterade Citroën ZX-kopior lyckades aldrig så bra och 2010 ersattes märket av det nya Englon.
Från och med 2020 återupplivades varumärket Maple som ett resultat av partnerskapet mellan Geely och Kandi Technologies. Geely äger 78 procent av Fengsheng Automotive Technology Group medan de återstående 22 procenten ägs av Zhejiang Kandi Vehicle eller Kandi Technologies. Det nya varumärket sades fokusera på forskning, utveckling och försäljning av elfordon och fordonsdelar, fordonsleasingtjänster och relevanta eftermarknadstjänster. Det återupplivade märket Maple skulle göra en serie prisvärda elbilar baserade på befintliga bensinbilar från Geely. Den första Maple-produkten var Maple 30X, baserad på Geely Vision X3.[11] En SUV och två halvkombi planerades för lansering 2021; Tillverkaren meddelade också att den arbetade med flera elfordon.
I mars 2021 lämnade Kandi Technologies sin andel i Maple och överförde sin andel på 22 procent i Fengsheng till Geely.
2022 lanserade Geely ett nytt joint venture mellan Lifan och Maple som heter Livan (Ruilan, 睿蓝). Geely tillkännagav lanseringen av Maple Leaf 60S, Geelys första batteribytesbil under varumärket Livan, producerad i samarbete med Lifan och baserad på Geely Emgrand GL.

## Bilmodeller
- Maple Huapu (华普, 2003)
- Maple Hisoon (海迅, 2003)
- Maple Marindo (海域, 2004)
- Maple Hysoul (海尚, 2005)